# Smolenskaja (miejscowość)
Smolenskaja (ros. Смоленская) – stanica w Rosji, w Kraju Krasnodarskim, w rejonie siewierskim. W 2010 liczyła 7591 mieszkańców.